# Kostendeckende Vergütung
Die Kostendeckende Vergütung ist Markteinführungsinstrument für erneuerbare Energien, das auf dem sogenannten Aachener Modell des Solarenergie-Förderverein Deutschland (SFV) beruht.
Kern der Kostendeckenden Vergütung ist, dass die Einspeisung erneuerbaren Stroms ins öffentliche Netz vom Elektrizitätsversorgungsunternehmen vergütet wird. Betreiber erhalten eine betriebswirtschaftlich voll Kostendeckende Vergütung, die auch die Kapitalbeschaffungskosten und einen angemessenen Gewinn umfasst. Die Einspeisung und Vergütung wird für einen festen Zeitraum vertraglich garantiert. Die Idee der Kostendeckenden Vergütung wurde vom SFV erstmals im Jahr 1989 vorgetragen. Sie wurde daraufhin in vielen Stromeinspeisegesetzen auf nationaler und lokaler Ebene angewendet. Unter anderem fand sie im Jahr 2000 Eingang in das Erneuerbare-Energien-Gesetz (EEG) und führte dadurch zu einer raschen Verbreitung von Anlagen zur Gewinnung von Erneuerbaren Energien.

## Geschichte
Die Idee der Kostendeckenden Einspeisevergütung stammt vom Solarenergie-Förderverein Deutschland e.V. Sie wurde durch den SFV erstmals am 14. August 1989 telefonisch und am 4. September 1989 schriftlich dem Bundeswirtschaftsministerium unterbreitet. Da zu diesem Zeitpunkt eine bundesweite Umsetzung nicht möglich war, wurde das Modell der Einspeisevergütung daher zuerst auf kommunaler Ebene umgesetzt.
1991 führte die Schweizer Kleinstadt Burgdorf eine Einspeisevergütung ein. Unter Führung seines Ideengebers Wolf von Fabeck entwickelte der SFV dieses Konzept weiter zu einer Kostendeckenden Vergütung. Das Neue an der Kostendeckenden Vergütung war, dass nicht der Bau einer Solaranlage bezuschusst wurde, sondern dass die Energieversorgungsunternehmen (EVU) die Einspeisung von Solarstrom ins öffentliche Netz vergüteten.
Der Aachener Stadtrat verabschiedete dieses Modell im September 1992. Es wurde als „Aachener Modell“ bekannt. Wegen des Widerstands seitens des Aachener Energieversorgers STAWAG verzögerte sich die Implementation um mehrere Jahre. Die erste deutsche Stadt, die eine Kostendeckende Einspeisevergütung nach dem „Aachener Modell“ einführte, wurde so 1993 das bayerische Hammelburg. Dort war Hans-Josef Fell die treibende Kraft.
Der zu dieser Zeit für die Preisbildung zuständige Referent im Ministerium für Wirtschaft, Mittelstand und Technologie des Landes Nordrhein-Westfalen, Dieter Schulte-Janson, hatte wesentlichen Einfluss darauf, dass die kostendeckende Vergütung realisiert werden konnte.
Die Kostendeckende Vergütung wurde bis zum Jahr 2000 in ca. 40 Städten der Bundesrepublik erfolgreich umgesetzt. Die Erfahrungen mit dem Instrument Kostendeckende Vergütung bildeten später die Vorlage für das Erneuerbare-Energien-Gesetz. Damit wurde am 1. April 2000 der Gedanke der Kostendeckenden Einspeisevergütung Bundesrecht. An der Erarbeitung des Gesetzes in der ersten Fassung von 2000 waren die Abgeordneten Michaele Hustedt, Hans-Josef Fell (beide Bündnis 90/Die Grünen), Hermann Scheer und Dietmar Schütz (beide SPD) maßgeblich beteiligt. Wie auch bei der Kostendeckenden Vergütung ist beim EEG der Einspeisevorrang der Erneuerbaren Energien gegenüber den konventionellen Energien sowie der garantierte Vergütungssatz bei der Netzeinspeisung der Kern des Gesetzes.
Als Vorläufer des EEG gelten „Bayerische Anordnung Nr. By 2/52 zur Regelung des Strompreises für Kleinwasserkraftwerke“ sowie das Stromeinspeisungsgesetz, dass als weltweit erstes Ökostrom-Einspeisegesetz gilt.

## Weitere Entwicklung
Das EEG entwickelte sich zu einem Exportschlager. Im Renewables 2013 Global Status Report kommt die international besetzte Forschungsgruppe REN21 zu dem Ergebnis, dass es in 127 Ländern der Welt Instrumente zur Förderung der Stromerzeugung aus Erneuerbaren Energien gibt, darunter als gängigstes Instrument die Einspeisevergütung, die in 71 Ländern und 28 Bundesstaaten praktiziert wird.
Nach einer Vielzahl von EEG-Reformen (einige Akteure sprechen insbesondere hinsichtlich der Reform von 2014 von „EEG-Deform“) sorgt in vielen Fällen, speziell im Bereich der Solarenergie, das EEG nicht mehr für eine Kostendeckende Vergütung. Dies lässt sich auch daran ablesen, dass der vorgesehene Zubaukorridor nicht erreicht wurde und zwei Mal in Folge keine Vergütungsabsenkung vorgenommen wurde.
Das EEG als ein politisches Instrument zur Dekarbonisierung der Energieversorgung hat Einfluss auf wirtschaftliche Interessen.